# Bashkia e Kamzës
Bashkia e Kamzës är en kommun i Albanien.   Den ligger i prefekturen Qarku i Tiranës, i den centrala delen av landet, 8 kilometer nordväst om huvudstaden Tirana.
Trakten runt Bashkia e Kamzës består till största delen av jordbruksmark.  Runt Bashkia e Kamzës är det tätbefolkat, med 570 invånare per kvadratkilometer.